# Jasnières
Le jasnières [ʒanjɛʁ] est un vin blanc qui peut se décliner de sec à moelleux d'appellation d'origine contrôlée produit sur les communes de Lhomme et de Ruillé-sur-Loir dans la Sarthe. La superficie de cette appellation représente 127 hectares maximum mais seuls 80ha sont actuellement cultivés. Le chenin B est le seul cépage autorisé.

## Histoire
Ce vignoble a été développé par des moines cisterciens au Moyen Âge. Le vin de ce vignoble fut célébré par Henri IV. La crise du phylloxéra touche durement le vignoble à la fin du XIXe siècle. Classé en AOC en 1937. Apparition de l'enjambeur dans les années 1960-70 qui remplace le cheval.  Les techniques en viticulture et œnologie ont bien évolué depuis 50 ans (vendange en vert, table de triage, cuve en inox, pressoir électrique puis pneumatique etc.).

## Situation géographique

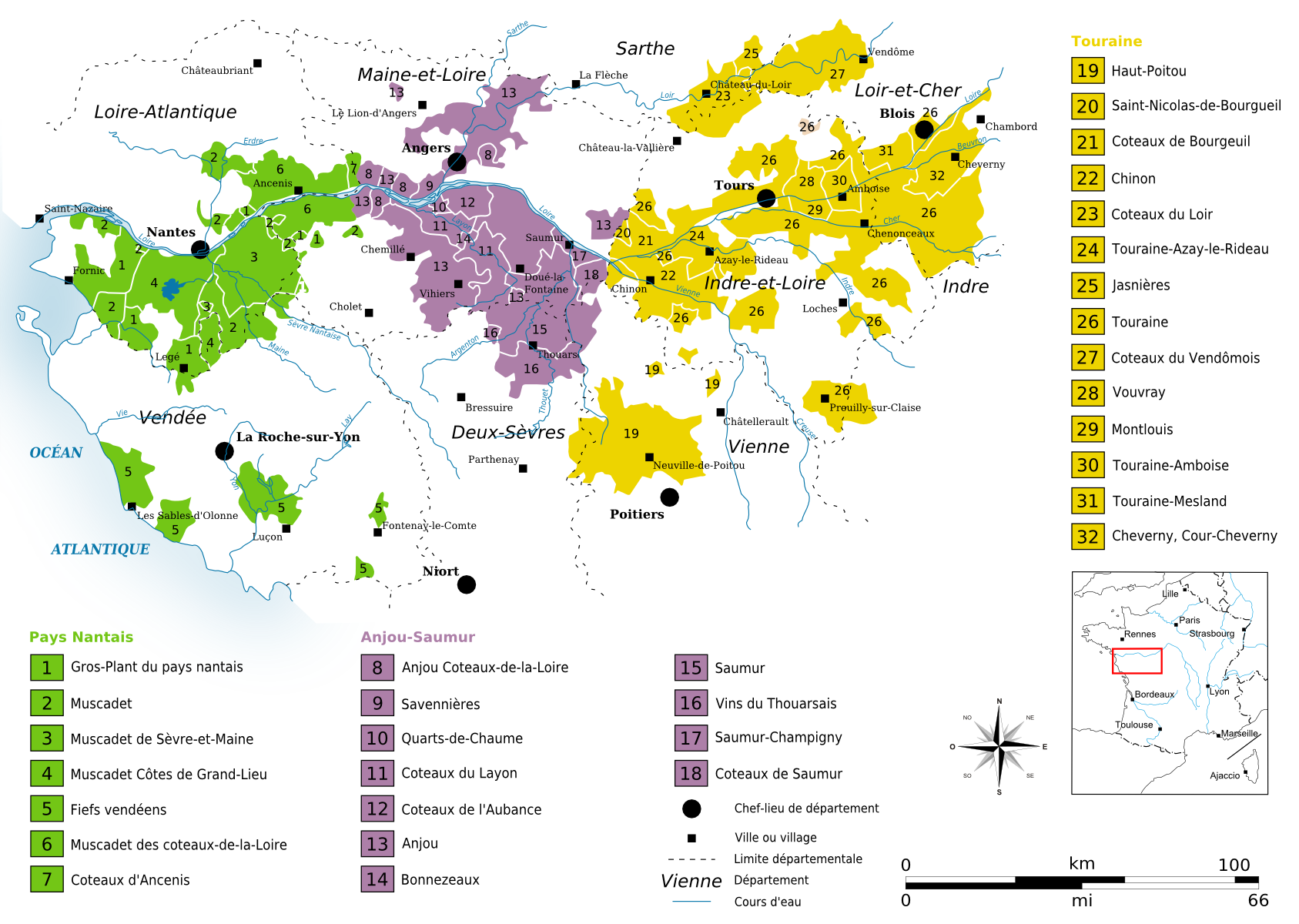
Les régions viticoles de Touraine, d'Anjou et de Basse Loire.

L'aire d'appellation de l'AOC Jasnières est localisée dans le département de la Sarthe dans la Vallée du Loir sur les communes de Lhomme et de Ruillé-sur-Loir.

### Géologie et orographie
Les coteaux argilo-calcaires sont exposés au sud ou sud-est. Les sols sont argilo-calcaires et argilo-siliceux, sur craie tuffeau.

### Climatologie
C'est un climat tempéré d'influence océanique dégradé.
Tableau climatique de Tours et Le Mans car cette appellation est située entre ces deux villes :
- Pour la ville de Tours (alt. 108 m), les valeurs climatiques de 1965 à 1990 sont :

| Mois                                                                              | Janv | Fév  | Mars | Avr  | Mai  | Juin | Juil | Août | Sept | Oct  | Nov  | Déc  | Année |
| --------------------------------------------------------------------------------- | ---- | ---- | ---- | ---- | ---- | ---- | ---- | ---- | ---- | ---- | ---- | ---- | ----- |
| Températures minimales moyennes °C                                                | 1,6  | 2    | 3,3  | 5    | 8,4  | 11,4 | 13,1 | 12,9 | 10,8 | 7,9  | 3,8  | 2,3  | 6,9   |
| Températures moyennes °C                                                          | 4,2  | 5,1  | 7,3  | 9,6  | 13,2 | 16,5 | 18,9 | 18,6 | 16,1 | 12,3 | 7,1  | 4,8  | 11,2  |
| Températures maximales moyennes °C                                                | 6,9  | 8,2  | 11,3 | 14,3 | 18,1 | 21,7 | 24,6 | 24,3 | 21,4 | 16,7 | 10,5 | 7,4  | 15,4  |
| Moyennes mensuelles de précipitations (mm)                                        | 63,3 | 61,6 | 54,3 | 51,4 | 67,5 | 47,5 | 53   | 40,9 | 54,3 | 61   | 63   | 65,9 | 683,7 |
| Source : Archives climatologiques mensuelles - Tours Saint-Symphorien (????-1990) |      |      |      |      |      |      |      |      |      |      |      |      |       |

- Pour la ville du Mans (à 51 mètres d'altitude), les valeurs climatiques de 1961 à 1990 sont :

| Mois                                  | jan.       | fév.     | mars       | avril     | mai       | juin      | jui.      | août      | sep.      | oct.      | nov.      | déc.      | année     |
| ------------------------------------- | ---------- | -------- | ---------- | --------- | --------- | --------- | --------- | --------- | --------- | --------- | --------- | --------- | --------- |
| Température minimale moyenne (°C)     | 1,2        | 1,5      | 2,8        | 4,9       | 8,2       | 11,3      | 13,1      | 12,6      | 10,5      | 7,6       | 3,8       | 1,9       | 6,6       |
| Température moyenne (°C)              | 4,1        | 5        | 7,2        | 9,8       | 13,3      | 16,7      | 18,8      | 18,3      | 16        | 12,1      | 7,3       | 4,8       | 11,1      |
| Température maximale moyenne (°C)     | 7,1        | 8,5      | 11,6       | 14,7      | 18,4      | 22        | 24,5      | 24        | 21,4      | 16,6      | 10,8      | 7,7       | 15,6      |
| Record de froid (°C) date du record   | −18,2 1987 | −17 1956 | −11,3 1971 | −4,9 1956 | −3,7 1957 | 1,6 1975  | 3,9 1954  | 3,2 1956  | −0,5 1952 | −5,4 1997 | −12 1956  | −21 1964  | −21 1964  |
| Record de chaleur (°C) date du record | 17,2 1975  | 21 1960  | 24,9 1955  | 30,3 1949 | 32,4 1953 | 36,9 1976 | 40,4 1952 | 40,5 2003 | 34,6 1961 | 29,7 1985 | 21,9 1955 | 18,3 1953 | 40,5 1952 |
| Nombre de jours avec gel              | 12,1       | 10,8     | 9          | 3         | 0,5       | 0         | 0         | 0         | 0         | 1         | 6,9       | 11,1      | 54,3      |
| Ensoleillement (h)                    | 62,7       | 86,9     | 141,5      | 179,2     | 204       | 227,3     | 248,9     | 222,4     | 182       | 133,2     | 79,7      | 57,1      | 1 824,9   |
| Précipitations (mm)                   | 64,8       | 59,4     | 58,7       | 50,7      | 60,8      | 45,6      | 49,6      | 45,1      | 54,1      | 57,7      | 67,7      | 63,8      | 678       |

## Vignoble

### Présentation
La surface actuelle de production de ce vin blanc est de 80 hectares pour un volume de production de 2 300 hectolitres.

### Encépagement
L'unique cépage utilisé est le chenin blanc B.

### Méthodes culturales

#### Travail manuel
Ce travail commence par la taille. Le tirage des sarments suit la taille. Les sarments sont enlevés et peuvent être brûlés ou mis au milieu du rang pour être broyés. On passe ensuite aux réparations. Éventuellement des plantations de greffes. L'ébourgeonnage peut débuter dès que la vigne a commencé à pousser. Cette méthode permet, en partie, de réguler les rendements. Le relevage est pratiqué lorsque la vigne commence à avoir bien poussé. En général, deux à trois relevages sont pratiqués. Pour finir avec le travail manuel à la vigne se réalise l'étape importante des vendanges.

#### Travail mécanique
L'enjambeur est d'une aide précieuse. Les différents travaux se composent du broyage des sarments ; de trou fait à la tarière, là où les pieds de vignes sont manquants ; de labourage ou griffage, réalisé dans le but d'aérer les sols et de supprimer des mauvaises herbes. De désherbage. De plusieurs traitements des vignes, réalisés dans le but de les protéger contre certaines maladies cryptogamiques (mildiou, oïdium, pourriture grise, etc.). De plusieurs rognages consistant à reciper ou couper les branches de vignes (rameaux) qui dépassent du système de palissage. Des vendanges mécaniques se réalisant avec une machine à vendanger ou une tête de récolte montée sur un enjambeur.

### Rendements
Les rendements sont de 52 hectolitres par hectare pour le rendement de base et 63 hectolitres par hectare pour le rendement butoir.
Les rendements moyens observés ces 5 dernières années sont de 35 hectolitres par hectare à cause des aléas climatiques.

## Vins

### Titres alcoométriques volumique minimal et maximal
Le titre alcoométrique volumique de ce vin est de 10 % volume au minimal à la vendange)
Les jasnières secs comportent moins de 8 grammes de sucres résiduels.
Les jasnières demi-sec (de 8 à 20 grammes de sucres résiduels) et moelleux (plus de 20 grammes de sucres résiduels) ne peuvent être chaptalisés.

### Vinification et élevage
Voici les méthodes générales de vinification pour cette appellation. Il existe cependant des petites différences de méthode entre les différents viticulteurs.

#### Vinification en blanc

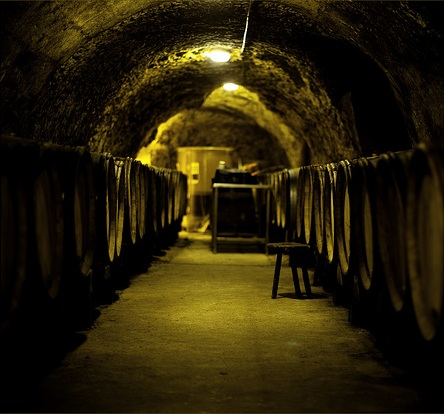
Cave souterraine de l'AOC Jasnières

Comme pour le rouge, la récolte est manuelle ou mécanique et peut être triée. Les raisins sont ensuite transférés dans un pressoir pour le pressurage. Une fois le moût en cuve, le débourbage est généralement pratiqué. À ce stade, une stabulation préfermentaire à froid (environ 10 à 12 degrés pendant plusieurs jours) peut être recherchée pour favoriser l'extraction des arômes. Mais le plus souvent, après 12 à 48 heures, le jus clair est soutiré et mis à fermenter. La fermentation alcoolique se déroule avec un suivi tout particulier pour les températures qui doivent rester à peu près stables (18 à 24 degrés). La chaptalisation est aussi pratiquée pour augmenter le titre alcoométrique volumique si nécessaire. La fermentation malolactique n'est pas obligatoire, puis l'élevage est réalisée en fûts ou en cuves. À la fin, la filtration du vin est pratiquée pour rendre les vins plus limpides. La mise en bouteille clôture l'opération.

### Terroir et vins
Les sols argilo-calcaires, argilo-siliceux, sur craie tuffeau donnent une couleur cristalline et jaune or et des arômes floraux, fruités, avec des notes de fruits secs et de miel. Le vin blanc est sec et minéral.

### Gastronomie, garde et température de service
Ce vin accompagne du foie gras, des fruits de mer, des poissons, des viandes blanches, des volailles. Sa durée de garde est de 15 ans minimum et il se sert vers 12 degrés.

## Économie

### Commercialisation
La commercialisation de cette appellation se fait par divers canaux de vente : dans les caveaux du viticulteur, dans les salons des vins (vignerons indépendants, etc.), dans les foires gastronomiques, par exportation, dans les cafés-hôtels-restaurants (C.H.R.), dans les grandes et moyennes surfaces (G.M.S.).

### Structure des exploitations
Il existe des domaines de tailles différentes. Ces domaines mettent tout ou une partie de leurs propres vins en bouteilles et s'occupent aussi de le vendre. Les autres, ainsi que ceux qui ne vendent pas tous leurs vins en bouteilles, les vendent aux maisons de négoce.
Il n'y a pas de caves coopératives ni de négoce.

### Listes des producteurs
Cette AOC comprend 27 viticulteurs et ces derniers vinifient leurs vins. Sur ces vinificateurs, il y a 23 domaines.